# الهاجس غير اللائق
رواية الهاجس غير اللائق  (An Indecent Obsession) هو للكاتبة الأسترالية كولين مكلو عام 1981 تتحدث عن جندي ينكسر في معركة ويتلقى رعاية من ممرضة الفخر.

## الملخص
بالنسبة للجنود المحطمين بسبب الحرب الذين ترعاهم، تُعد الممرضة “هونور لانغتري” رمزًا ثمينًا ومحبوبًا يُذكّرهم بالعالم كما كان قبل اندلاع الحرب. لكن وصول “مايكل ويلسون” الغامض والمثقل بالعار يغيّر كل شيء. بطل مجروح ومُكرَّم، يحمل أسرارًا وألمًا صامتًا، سرعان ما يصبح هو الوحيد الذي يمتلك قلب “هونور” النقي والمضحي — مما يُشعل مشاعر متوترة ومتقلبة لا يمكن أن تؤدي إلا إلى الغيرة، والعنف، والموت